# Lista de reis do Iraque
Após a Primeira Guerra Mundial e dissolução do Império Otomano, a província do Iraque foi tomada pelo Reino Unido. Apesar dos esforços dos britânicos, a população rebelou-se, dando mostras de que o Iraque seria uma terra difícil de governar. Para restaurar a ordem, foi estabelecida uma monarquia sob o mando da Casa dos Hachemitas, inicialmente sob o mando de Abedalá, mas este recusou a oferta dada pelo parlamento e preferiu o trono da Jordânia. Logo depois o príncipe Faiçal aceitou o trono e assumiu após ser deposto como rei da Síria. Os reis iraquianos da dinastia árabe sempre foram vistos como estrangeiros oportunistas no país e após o início efetivo do reinado de Faiçal II o mesmo foi deposto e executado na Revolução de 14 de Julho, em 1958.

## Dinastia Hachemita do Iraque (1920-1958)

#### Reino do Iraque
| Retrato | Nome (Nasc.-Morte)                                     | Reinado               | Reinado                       | Notas |
| ------- | ------------------------------------------------------ | --------------------- | ----------------------------- | --- |
|         | Abedalá عبد الله الأول بن الحسين Designado (1882-1951) | 1920                  | 1920                          | Designado rei do Iraque, mas nunca assumiu. |
|         | Faiçal I فيصل الأول (1883-1933)                        | 23 de agosto de 1921  | 8 de setembro de 1933         | Eleito rei do Iraque e da Síria (por apenas um ano) |
|         | Gazi غازي الأول (1912-1939)                            | 8 de setembro de 1933 | 4 de abril de 1939            | Morreu em acidente de carro. |
|         | Faiçal II فيصل الثاني (1935-1958)                      | 4 de abril de 1939    | 14 de julho de 1958 (Deposto) | Quando Faiçal II se tornou rei, teria apenas 4 anos; até atingir a maioridade, o Reino foi regido por: - Abdul Ilahi bin Ali (1939-1941) - Rashid Ali al-Kaylani (1941) - Abdul Ilahi bin Ali (1941-1953) |